# Niceforonia lucida
Niceforonia lucida is een kikker uit de familie Strabomantidae en werd voor het eerst wetenschappelijk beschreven door Cannatella in 1984. De soort komt voor in Peru op een hoogte van 3710 meter boven het zeeniveau. Niceforonia lucida wordt bedreigd door het verlies van habitat voornamelijk door het ruimen van land voor de landbouw.